# Jan Clayton
Jan Clayton (26 de agosto de 1917 - 28 de agosto de 1983) fue una actriz teatral, cinematográfica y televisiva estadounidense. 

## Carrera

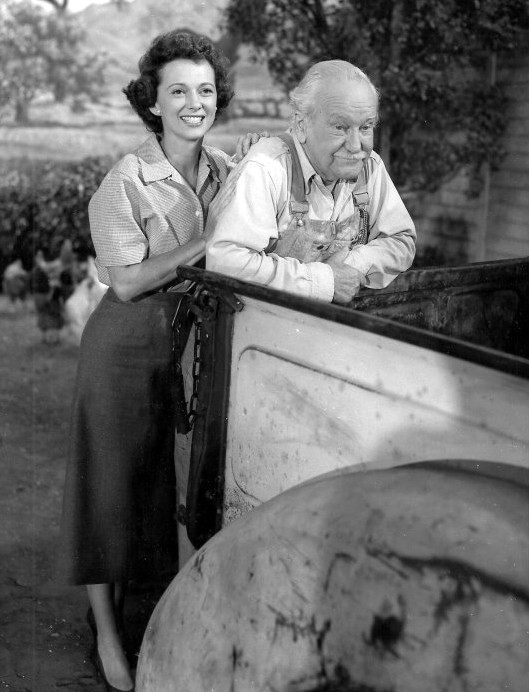
Foto de Jan Clayton como Ellen Miller y George Cleveland como "Gramps" Miller del programa de televisión Lassie.

Nacida en Tularosa, Nuevo México, no tuvo papeles muy destacados en el cine, exceptuando el que interpretó en The Snake Pit. Sin embargo, en 1945 fue seleccionada para el papel de Julie Jordan en la producción de Broadway del clásico de Richard Rodgers y Oscar Hammerstein II Carousel. Posteriormente triunfó en la reposición de Show Boat representada en 1946 en Broadway, haciendo el papel de Magnolia. Show Boat fue el musical que se mantuvo más tiempo en escena, con un total de 416 representaciones. 
Más adelante Clayton fue la madre del personaje interpretado por Tommy Rettig en la serie televisiva Lassie. 
En 1954 fue una de las muchas estrellas invitadas al homenaje televisivo ofrecido a Rodgers y Hammerstein, conocido como el General Foods 25th Anniversary Show. En el programa intervenían todas las estrellas supervivientes – con la excepción de Alfred Drake – de los espectáculos clásicos que la pareja había escrito entre 1943 y 1954. Clayton y John Raitt interpretaron el número If I Loved You de la obra Carousel. Fue la primera oportunidad para que millones de televidentes vieran una escena del musical.

## Vida personal
Estuvo casada con el actor Russell Hayden desde 1938 a 1943; tuvieron una hija, Sandra, nacida en 1940. En 1946, Jan Clayton se casó con el abogado Robert Lerner, hermano del famoso letrista de Broadway Alan Jay Lerner. Tuvieron tres hijos, Robin (1948), Karen (1949) y Joe (1950), pero se divorciaron en 1958. Su tercer y último matrimonio fue con el músico George Greeley. Se casaron en 1966 y se divorciaron dos años más tarde.   
Jan Clayton falleció a causa de un cáncer en 1983 en West Hollywood, California. Fue enterrada en el Cementerio Fairview de Tularosa, Nuevo México.